# Medinilla membranacea
Medinilla membranacea är en tvåhjärtbladig växtart som beskrevs av Elmer Drew Merrill. Medinilla membranacea ingår i släktet Medinilla och familjen Melastomataceae. Inga underarter finns listade i Catalogue of Life.